# Timp cu călăreț și corb
Timp cu călăreț și corb este un roman științifico-fantastic al scriitorului român Vladimir Colin. A fost publicat prima dată în 1979 la Editura Cartea Românească.

## Legături externe
- Timp cu călăreț și corb la isfdb.org

## Vezi și
- Lista volumelor publicate în Colecția Fantastic Club
- 1979 în literatură
- Lista cărților științifico-fantastice publicate în România
- Lista volumelor publicate în Colecția Nautilus